# Taipingqiao, Hubei
Taipingqiao (kinesiska: 太平桥) är en köpinghuvudort i Kina. Den ligger i provinsen Hubei, i den centrala delen av landet, omkring 54 kilometer nordost om provinshuvudstaden Wuhan. Antalet invånare är 23 432. Befolkningen består av 11 461 kvinnor och 11 971 män. Barn under 15 år utgör 11,0 %, vuxna 15-64 år 77 %, och äldre över 65 år 10,0 %.
Runt Taipingqiao är det mycket tätbefolkat, med 1 095 invånare per kvadratkilometer. Närmaste större samhälle är Xinzhou, 18,5 km sydost om Taipingqiao. Trakten runt Taipingqiao består till största delen av jordbruksmark.
Genomsnittlig årsnederbörd är 1 738 millimeter. Den regnigaste månaden är juli, med i genomsnitt 284 mm nederbörd, och den torraste är december, med 27 mm nederbörd.